# Breitbrunn (Unterfranken)

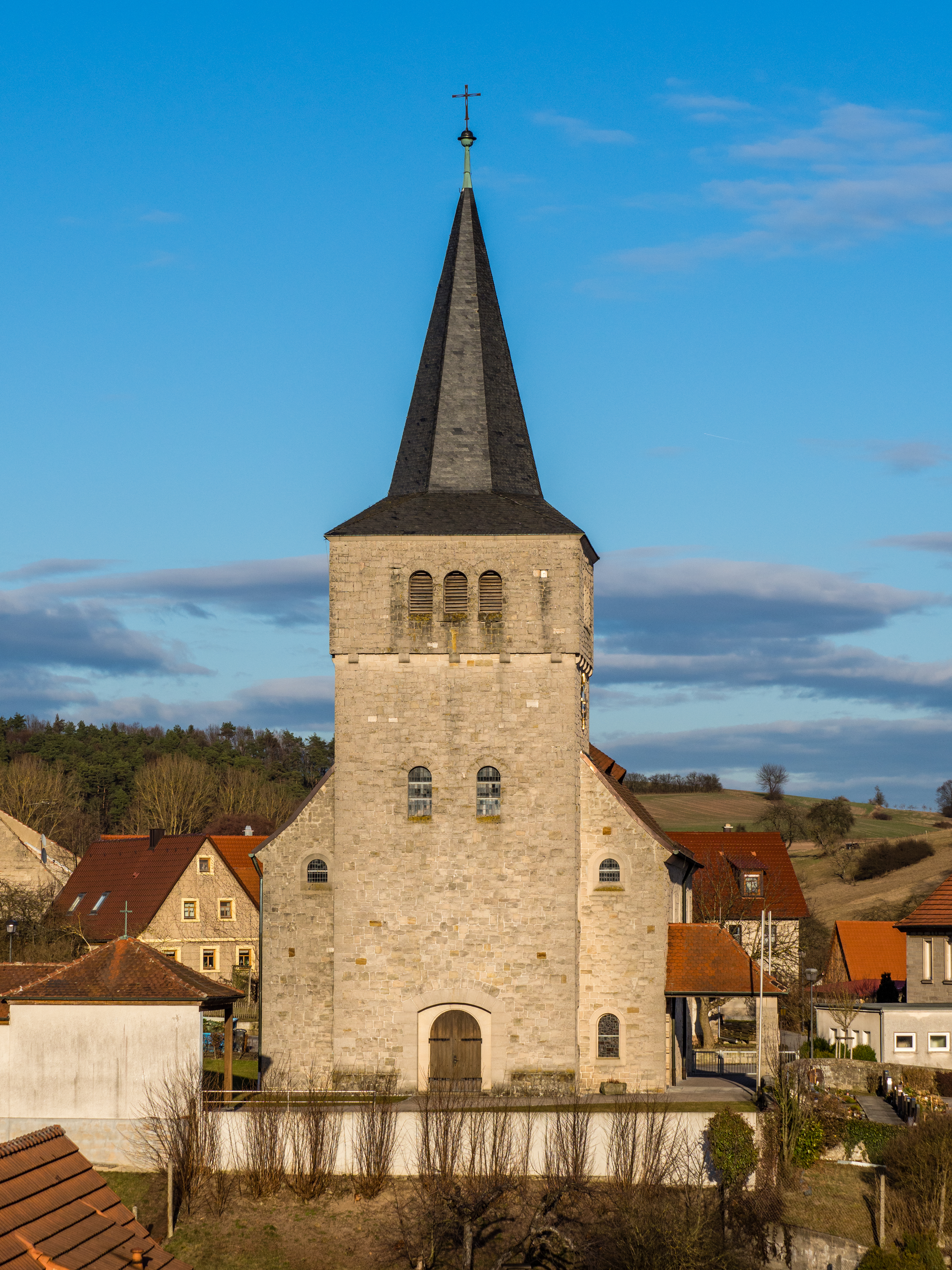
Katholische Pfarrkirche St. Matthäus

Breitbrunn ist eine Gemeinde im unterfränkischen Landkreis Haßberge in Bayern. Sie ist Mitglied der Verwaltungsgemeinschaft Ebelsbach.

## Geografie

### Geografische Lage
Die Gemeinde liegt im Naturpark Haßberge der Region Main-Rhön (Bayerische Planungsregion 3).

### Gemeindegliederung
Es gibt zehn Gemeindeteile (in Klammern ist der Siedlungstyp angegeben):
- Breitbrunn (Pfarrdorf)
- Doktorshof (Einöde)
- Edelbrunn (Dorf)
- Finkenmühle (Weiler)
- Förstersgrund (Einöde)
- Hasenmühle (Weiler)
- Hermannsberg (Dorf)
- Kottendorf (Dorf)
- Lußberg (Kirchdorf)
- Paßmühle l.d.Baches (Einöde)

### Nachbargemeinden
Nachbargemeinden sind (von Norden beginnend im Uhrzeigersinn) Kirchlauter, Rentweinsdorf, Baunach (Landkreis Bamberg, Oberfranken) und Ebelsbach.

## Geschichte

### Bis zur Gemeindegründung
Breitbrunn wurde im Jahr 1112 erstmals urkundlich erwähnt. Die Rechte des Hochstiftes Bamberg (St.-Katharinen-Spital) fielen im Reichsdeputationshauptschluss 1803 an Bayern, die der Freiherren von Guttenberg wurden 1806 mediatisiert. 1810 wurde das gesamte Gebiet dem Großherzogtum Würzburg des Erzherzogs Ferdinand von Toskana im Zuge von Grenzbereinigungen abgetreten und kam 1814 wieder zu Bayern. Im Zuge der Verwaltungsreformen in Bayern entstand mit dem Gemeindeedikt von 1818 die heutige Gemeinde.

### Kreiszugehörigkeit
Bis zum 30. Juni 1972 gehörte Breitbrunn zum aufgelösten Landkreis Ebern.

### Eingemeindungen
Am 1. Januar 1970 wurde die Gemeinde Hermannsberg eingegliedert. Im Zuge der Gebietsreform in Bayern wurde am 1. Januar 1978 die Gemeinde Lußberg (mit Kottendorf) eingegliedert.

### Einwohnerentwicklung
| Jahr      | 1961 | 1970 | 1987 | 1991 | 1995 | 2000 | 2005 | 2010 | 2015 |
| --------- | ---- | ---- | ---- | ---- | ---- | ---- | ---- | ---- | ---- |
| Einwohner | 891  | 950  | 961  | 968  | 1025 | 1075 | 1084 | 1051 | 1092 |

Im Zeitraum 1988 bis 2018 stieg die Einwohnerzahl von 967 auf 1025 um 58 Einwohner bzw. um 6 %. 2006 hatte die Gemeinde 1095 Einwohner.
Quelle: BayLfStat

## Politik

### Gemeinderat
|      | Bürgergemeinschaft Breitbrunn | Freie Wähler | CSU | Bürgernahe Liste | Unabhängige Kandidaten | Gesamt   |
| ---- | ----------------------------- | ------------ | --- | ---------------- | ---------------------- | -------- |
| 2020 | 13                            | –            | –   | –                | –                      | 13 Sitze |
| 2014 | –                             | 7            | 2   | 1                | 3                      | 13 Sitze |
| 2008 | –                             | 8            | 4   | 1                | –                      | 13 Sitze |

### Bürgermeisterin
Erste Bürgermeisterin ist seit 2020 Ruth Frank (parteilos). Vorgängerin war von 2008 bis 2020 Gertrud Bühl (Freie Wähler). Sie gewann die Wahl gegen den damaligen Amtsinhaber Günther Geiling (CSU). 2014 wurde sie mit ca. 90 % der Stimmen ohne Gegenkandidaten wiedergewählt.

## Denkmäler

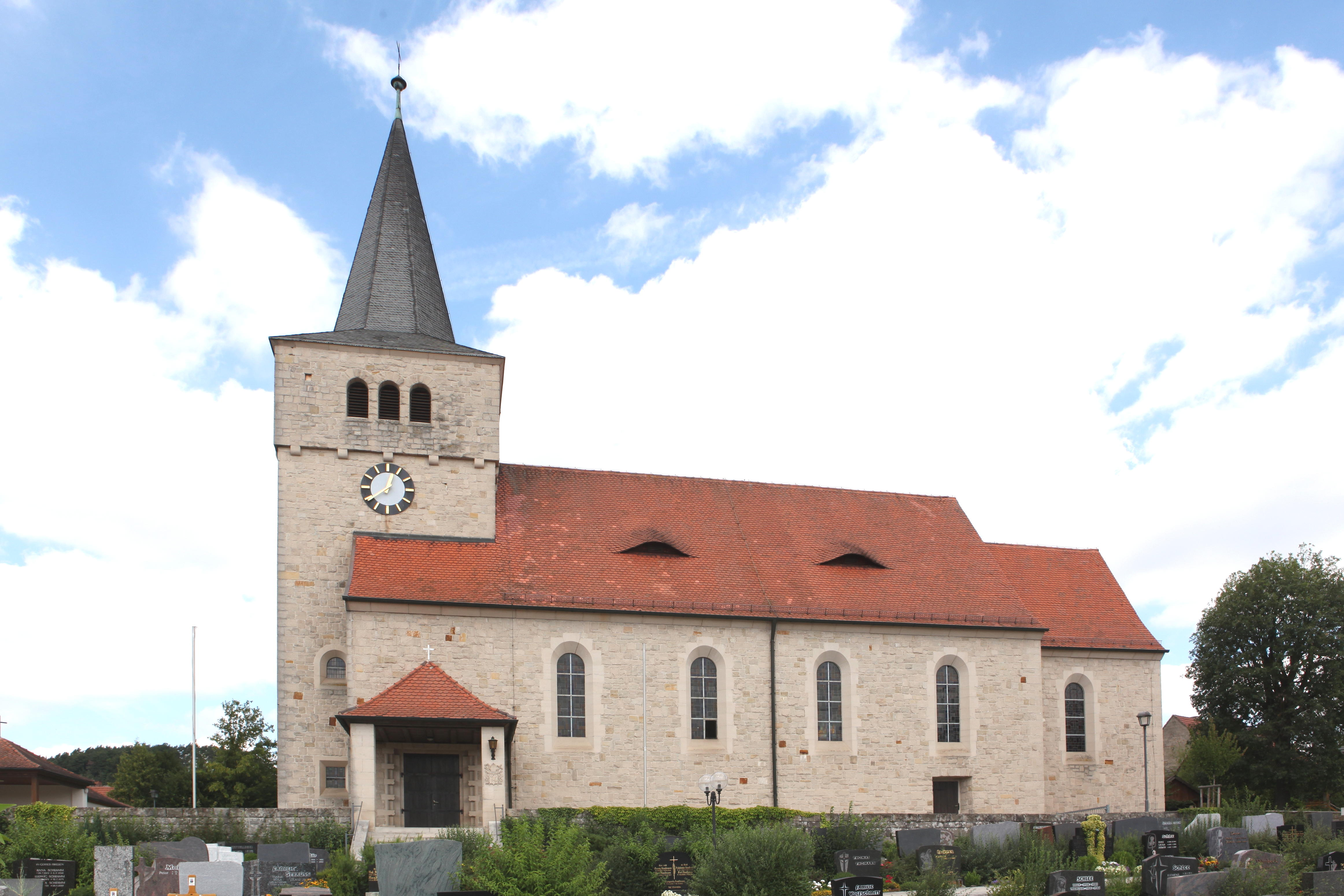
Katholische Pfarrkirche St. Matthäus

### Wappen
| | Blasonierung: „In Blau unter einer goldenen heraldischen Rose mit silbernen Kelchblättern nebeneinander eine gesenkte silberne Wellenspitze, der ein schwarzer Mühlstein aufgelegt ist und eine gesenkte silberne Spitze, der eine schwarze Scheibe aufgelegt ist, die mit einem silbernen Wiederkreuz belegt ist.“ |
| Wappenbegründung: Die Gemeinde Breitbrunn besteht seit 1978 aus den Gemeinden Breitbrunn und Lussberg mit Neubrunn und Hermannsberg. Redend für die Ortsnamenbestandteile -stein, -brunn und -berg stehen die Wellenspitze und die Spitze. Die goldene Rose in blauem Feld ist dem Wappen der Herren von Guttenberg entnommen, die für das Gemeindegebiet von großer Bedeutung waren. Der Mühlstein weist auf die für die Gemeinde wichtige Steinindustrie hin. Seit 1886 wird dort der heimische Sandstein abgebaut und zu Schleifsteinen verarbeitet. Die schwarze Scheibe mit dem Wiederkreuz steht für die sagenumwobene Höhle auf dem Veitenstein bei Lussberg. Das Wappen wird seit 1982 geführt. | |

## Wirtschaft und Infrastruktur

### Wirtschaft
Es gab 2020 nach der amtlichen Statistik im produzierenden Gewerbe 30 und im Bereich Handel und Verkehr keine sozialversicherungspflichtig Beschäftigten am Arbeitsort. Sozialversicherungspflichtig Beschäftigte am Wohnort gab es insgesamt 478. Im verarbeitenden Gewerbe gab es keinen Betrieb, im Bauhauptgewerbe zwei Betriebe. Im Jahr 2016 bestanden zudem 13 landwirtschaftliche Betriebe mit einer landwirtschaftlich genutzten Fläche von insgesamt 552 Hektar, davon waren 435 Hektar Ackerfläche und 117 Hektar Dauergrünfläche.

### Verkehr
Der nächste Bahnhof ist Ebelsbach-Eltmann an der Bahnstrecke Bamberg–Rottendorf, etwa fünf Kilometer südlich von Breitbrunn.

### Bildung
Im Jahr 2021 gab es eine Kindertageseinrichtung mit 37 genehmigten Plätzen, in der sechs Personen 37 Kinder betreuten.